# Rehburger Moor
Das Rehburger Moor ist ein Naturschutzgebiet im niedersächsischen Landkreis Nienburg/Weser.

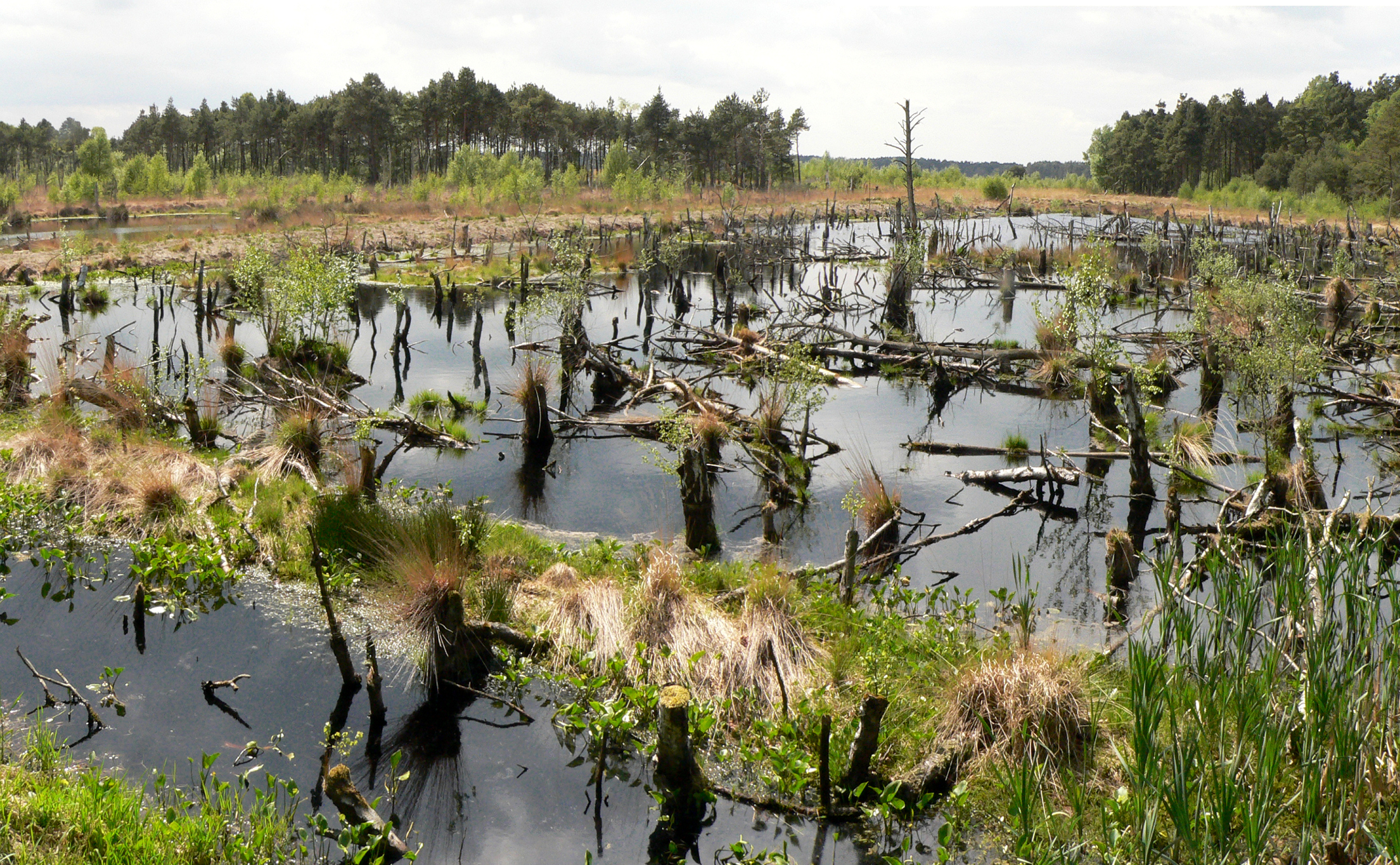
Vernässte Moorfläche

## Beschreibung
Das 156,0 Hektar große Naturschutzgebiet mit der Kennzeichen-Nummer NSG HA 042 liegt westlich der und direkt an der L 370, 4 km nördlich von Rehburg-Loccum. Zusammen mit dem Naturschutzgebiet Rehburger Moor II (Kennzeichen-Nummer NSG HA 120) handelt es sich um wertvolle wiedervernässte Hochmoorbereiche. Sie werden großflächig eingenommen von Beständen aus Pfeifengras und Besenheide sowie Birken-Kiefern-Moorwald. Darin befinden sich zahlreiche regenerierende Torfstiche. An der Stelle eines Moorsees, der sich im Zentrum des Gebietes befand und zwischenzeitlich ausgetrocknet war, existiert jetzt ein etwa 8 ha großes flaches Stillgewässer. Es entstand im Zuge der Wiederanhebung des Wasserspiegels. 
Das Naturschutzgebiet bietet einen Lebensraum für zahlreiche bedrohte Tier- und Pflanzenarten. Östlich grenzt das Naturschutzgebiet Buchholzmoor (Kennzeichen-Nummer NSG HA 082) an.
Das Naturschutzgebiet Rehburger Moor ist in vollem Umfang Teil des großräumigen FFH-Gebietes 093 "Rehburger Moor".

## Geschichte
Mit Verordnung vom 10. September 1976 wurde das Gebiet „Rehburger Moor“ zum Naturschutzgebiet erklärt. Zuständig ist der Landkreis Nienburg/Weser als untere Naturschutzbehörde.